# 102 bombe H
102 bombe H (One Hundred and Two H-Bombs) è una raccolta di racconti di fantascienza del 1967 dello scrittore statunitense Thomas M. Disch. Pubblicata per la prima volta da Compact Books nel 1967, le storie che la compongono erano apparse originariamente nelle riviste Fantastic, Worlds of Tomorrow, Amazing Stories, If, New Worlds, Alfred Hitchcock's Mystery Magazine e Bizarre! Mystery Magazine.
L'edizione italiana presenta una composizione dei racconti considerevolmente diversa da quella originale: mancano 10 dei 14 dei racconti originali, sostituiti da 5 diversi racconti dell'autore.

## Contenuto

### Edizione originale
I racconti contenuti nella raccolta originale sono:
- Introduction
- 102 H-Bombs
- The Sightseers (non presente nell'edizione italiana)
- Final Audit
- The Vamp
- Utopia? Never! (non presente nell'edizione italiana)
- The Return of the Medusae (non presente nell'edizione italiana)
- The Princess' Carillon (non presente nell'edizione italiana)
- Genetic Coda (non presente nell'edizione italiana)
- White Fang Goes Dingo (non presente nell'edizione italiana)
- The Demi-Urge (non presente nell'edizione italiana)
- Dangerous Flags (non presente nell'edizione italiana)
- Invaded by Love
- Bone of Contention (non presente nell'edizione italiana)
- Leader of the Revolution (non presente nell'edizione italiana)

### Edizione italiana
L'indice dell'edizione italiana, che appare alquanto diversa dall'originale:
- Presentazione, di Sandro Sandrelli
- Indice
- Vieni a Venere, malinconia (Come to Venus Melancholy) (non presente nell'edizione originale)
- Controllo finale (Final Audit)
- Traboccanti d'amore (Invaded by Love)
- La vamp (The Vamp)
- 102 bombe H (102 H-Bombs)
- La ricchezza di Edwin Lollard (The Affluence of Edwin Lollard) (non presente nell'edizione originale)
- Linda, Daniel e Spike (Linda and Daniel and Spike) (non presente nell'edizione originale)
- Assassino & Figlio (Assassin and Son) (non presente nell'edizione originale)
- Minnesota Gothic (idem) (non presente nell'edizione originale)

## Edizioni
- Thomas M. Disch, One Hundred and Two H-Bombs, Compact Books, 1967,  p. 192. (prima edizione originale)
- Thomas M. Disch, 102 bombe H, traduzione di Giampaolo Cossato e Sandro Sandrelli, Galassia n.183, Piacenza, La Tribuna, 1973.
- Thomas M. Disch, Thomas l'incredulo - 102 bombe H, traduzione di Giampaolo Cossato e Sandro Sandrelli, in copertina: Luigi Mezzadri: Estasi, Bigalassia n.38, Piacenza, La Tribuna, 1977,  pp.176.